# Dion Charles
Dion Elie Raymond Charles, né le 7 octobre 1995 à Preston, est un footballeur international nord-irlandais qui évolue au poste d'attaquant  avec les Bolton Wanderers.

## Biographie

### Carrière en club
Il est formé à Blackpool, mais ne s'impose pas. Entre 2014 et 2016 il joue en AFC Fylde.
En juillet 2016, il rejoint Fleetwood Town.
Le 12 janvier 2018, il rejoint Southport.
Le 12 août 2019, il rejoint Accrington Stanley.
Le 1er janvier 2022, il rejoint Bolton Wanderers.

### Carrière en sélection
Il fait ses débuts pour l'équipe nationale nord-irlandaise le 28 mars 2021, lors d'un match contre les États-Unis.

## Palmarès

### Avec Bolton Wanderers
- Vainqueur de la EFL Trophy en 2023